# Union sportive de Zilimadjou
Maillots
L'Union sportive de Zilimadjou (en arabe : اتحاد زيليمادجو), plus couramment abrégé en USZ, est un club comorien de football fondé en 1983 et basé à Zilimadjou, quartier sud de Moroni, la capitale du pays.
Présidé par Michel Buscail (également Président d'honneur) et monsieur Mhoussine (directeur technique), l'USZ évolue au stade Baumer de Moroni et s'entraine dans son propre centre d'entraînement, le Stade Buscail.

## Historique
- 20 octobre 1983 : Fusion du Kingua Sport et des Cosmos Stars pour former l'US Zilimadjou.

## Palmarès
| Compétitions nationales | Compétitions régionales                                                                                        | Compétitions amicales                                                                      |
| --- | --- | ------------------------------------------------------------------------------------------ |
| - Championnat des Comores (6) : - Champion : 1992-93, 1997-98, 2020, 2020-21, 2023-24, 2024-25. - Coupe des Comores (3) : - Vainqueur : 1994-95, 1997-98 et 2020. - Finaliste : 1992 et 1995-96. - Championnat des Comores D2 (1) : - Champion : 2012-13. - Supercoupe des Comores : - Finaliste : 2024 | - Championnat de Grande Comore : - Champion : 2020, 2021, 2024, 2025. - Vice-champion : 2017, 2019 et 2021-22. | - Tournoi Inter-Ligue (1) : - Vainqueur : 2001. - Coupe Wandzani (1) : - Vainqueur : 2001. |